# 秋田一季
秋田 一季（あきた かずすえ、1915年〈大正4年〉12月23日 - 1997年〈平成9年〉3月30日）は、旧三春藩主家秋田氏第15代当主。夫人は喜美子。養子に秋田美篤（男爵・藤大路親美の子）。三春町名誉町民。

## 経歴
秋田重季・芳子夫妻の子として生まれる。学習院高等科を経て、東北帝国大学卒業。1953年（昭和28年）2月に宮中御歌会諸役へ選ばれる。日本教文社専務取締役となり、1977年（昭和52年）に社団法人出版梓会幹事長へ就任し、その後理事長も務めた。また、日本書籍出版協会理事にもなっている。1987年（昭和62年）11月30日、学習院の同窓会「桜友会」の3代目会長、学校法人学習院理事及び学習院剣道部総監督を歴任。
平成9年（1997年）3月、肺炎のため81歳で病没。父祖代々の菩提寺である福島県田村郡三春町荒町の高乾院に葬られた。法名は冷光院殿吸毛月珊大居士。
学習院剣道部は戦後の一時期文部省の通達を受け中止のやむなきに至っていた。しかし、大井昭彦（東酒類株式会社）をはじめとする一部の高校生（高等科）有志により再開された。その際、一季が指導者として呼ばれ、今日の礎となった。
なお、「監督」と称する役職は学習院剣道部においては大学にしか存在せず、「総監督」という役職は特別な意味を有しており、一季のみ一代の役職となっている。学習院においては、音楽部と剣道部のみが初等科から大学まで存在するクラブ活動である。このうち剣道部は、初等科（小学校）四年生から大学生まで一貫教育をする方針をとるという点で他部と異色な体制をとっており、総監督というのは初等科、中等科、高等科、女子中・高等科、大学、卒業生（各科含む）を総べる監督という意味である。
学習院剣道部の特色は、大学生、各科中高等科生が自らの下級生を指導するという体制をとる点にある。各科部長は各科の教員が就任するが、いわゆる顧問ではなく「部長」とされており、各科及び大学の生活及び人生指導（必ずしも剣道経験者が着任するわけではないため、「人格的」）の責任を負っている。テクニカルな意味における勝負ないし技術における指導については、主として大学生が「コーチ」という役職（大学生のクラブ活動における役職であると同時に、各科所属部員及びその保護者（学習院における保証人）に対する責任をも含む）で各科の責任指導体制をとっていることも特色のひとつである。また、このような「技術」ではなく「人」をそだてるという意志は一季によるものである。
ちなみに、各科の剣道部はたとえば「学習院女子高等科剣道部」と称されるが、これはあくまで区大会や都大会（大学生ならば関東や全日本の大会）などのための呼称であり、学習院剣道部関係者においては初等科から大学まで含めて「学習院剣道部」と称するのが公的な呼称である。これは、上記のような体制を採用していることから、自然発生的に「公的」（少なくとも、学習院の初等科～大学の部員・関係者を包含する「公的」）なものとして生じた呼称である。